# Coupe d'Irlande de football 2021
Navigation
Édition précédente Édition suivante
La Coupe d'Irlande de football 2021 est la 101e édition de la Coupe d'Irlande de football organisée par la Fédération d'Irlande de football. La compétition porte le nom de son sponsor principal : Extra.ie FAI Senior Cup. Elle commence en juillet pour se terminer en décembre 2021. Le vainqueur gagne le droit de participer à la Ligue Europa Conférence 2022-2023. Le Dundalk Football Club défend son trophée acquis en 2020.
Le  St. Patrick's Athletic Football Club remporte la compétition pour la quatrième fois, la première fois depuis 2014. Il bat en finale son voisin dublinois le Bohemian Football Club aux tirs au but après avoir match match nul 1-1 au terme des prolongations.

## Organisation
Après une saison tronquée par la pandémie de Covid-19, la compétition reprend une organisation plus classique mêlant équipes professionnelles et équipes amateures. Pour cette 101e édition, dix-huit équipes sont invitées à participer.

## Compétition

### Premier tour de qualifications
Le tirage au sort a lieu le 14 juin 2021 au siège de la FAI. Ce premier tour oppose 12 des 18 équipes amateures invitées. Six de ces équipes sont exemptée de ce tour par tirage au sort.
Le premier tour se déroule sur 3 jours, les 9, 10 et 11 juillet 2021 sur le terrain du premier nommé.
| Club recevant            | Score              | Club visiteur         | Lieu de la rencontre | Date            |
| ------------------------ | ------------------ | --------------------- | -------------------- | --------------- |
| Oliver Bond Celtic       | 1-2                | Killester Donnycarney | Grange Gorman Astro  | 9 juillet 2021  |
| Maynooth University Town | 3-1                | Bonagee United        | NUI Maynooth Astro   | 10 juillet 2021 |
| Fairview Rangers AFC     | 2-2 t. a. b. (4-2) | Athenry FC            | Fairview Rangers     | 10 juillet 2021 |
| Ringmahon Rangers        | 1-1 t. a. b.(1-4)  | Crumlin United        | Ringmahon Park       | 10 juillet 2021 |
| St. Mochtas FC           | 2-1 a. p.          | Cockhill Celtic       | Porterstown Road     | 10 juillet 2021 |
| Kilnamanagh FC'          | 5-0                | Home Farm FC          | Ned Kelly Park       | 11 juillet 2021 |

Les six équipes exemptées de ce tour de qualification sont : Malahide United, Bangor GGFC, St. Kevin's Boys, College Corinthians, Liffey Wanderers et Usher Celtic

### Premier tour
Le premier tour marque l'entrée en jeu des équipes professionnelles disputant le championnat d'Irlande de football. Il se déroule lors de la semaine du 25 juillet 2021. Le tirage au sort intégral a désigné quatre matchs entre équipes amateures et quelques rencontres entre clubs de première division comme Drogheda contre Derry City.
| Club recevant             | Score             | Club visiteur    | Lieu de la rencontre    | Date            |
| ------------------------- | ----------------- | ---------------- | ----------------------- | --------------- |
| Athlone Town              | 4-4 t. a. b.(2-4) | Waterford FC     | Athlone Town Stadium    | 23 juillet 2021 |
| St. Patrick's Athletic FC | 6-0               | Bray Wanderers   | Richmond Park           | 23 juillet 2021 |
| UCD                       | 2-0               | Shelbourne FC    | UCD Bowl                | 23 juillet 2021 |
| Wexford FC                | 3-0               | Cabinteely FC    | Ferrycarrig Park        | 23 juillet 2021 |
| Maynooth University Town  | 4-0               | Malahide United  | NUI Astro Maynooth      | 23 juillet 2021 |
| St. Kevin's Boys          | 1-4               | Kilnamanagh FC   | St. Aidans School Astro | 23 juillet 2021 |
| Shamrock Rovers           | 2-0               | Galway United    | Tallaght Stadium        | 23 juillet 2021 |
| Fairview Rangers AFC      | 0-3               | Finn Harps       | Fairview Rangers        | 24 juillet 2021 |
| Drogheda United           | 1-1 t. a. b.(2-4) | Derry City FC    | United Park             | 24 juillet 2021 |
| Longford Town             | 5-0               | Bangor GG FC     | Bishopsgate             | 24 juillet 2021 |
| Liffey Wanderers          | 0-2 a. p.         | Cobh Ramblers FC | UCD Bowl                | 25 juillet 2021 |
| Crumlin United            | 1-2               | St. Mochtas FC   | VEC Captains Road       | 25 juillet 2021 |
| Killester Donnycarney     | 1-0               | Usher Celtic     | Hadden Park             | 25 juillet 2021 |
| Sligo Rovers              | 2-3               | Cork City FC     | The Showgrounds         | 25 juillet 2021 |
| College Corinthians       | 0-5               | Bohemian FC      | Turners Cross           | 25 juillet 2021 |
| Treaty United FC          | 0-1 a. p.         | Dundalk FC       | Markets Field           | 25 juillet 2021 |

### Deuxième tour
| Club recevant            | Score           | Club visiteur             | Lieu de la rencontre | Date         |
| ------------------------ | --------------- | ------------------------- | -------------------- | ------------ |
| Waterford FC             | 4-1             | Kilnamanagh FC            | RCS                  | 27 août 2021 |
| UCD                      | 2-1             | Longford Town             | UCD Bowl             | 27 août      |
| Dundalk FC               | 5-1             | St. Mochtas FC            | Oriel Park           | 27 août      |
| Finn Harps               | 1-0             | Derry City FC             | Finn Park            | 27 août      |
| Cork City FC             | 1-1 t. a. b.1-4 | St. Patrick's Athletic FC | Turners Cross        | 27 août      |
| Maynooth University Town | 3-2             | Cobh Ramblers FC          | NUI Astro Maynooth   | 28 août 2021 |
| Bohemian FC              | 2-1             | Shamrock Rovers           | Dalymount Park       | 29 août 2021 |
| Killester Donnycarney    | 0-2             | Wexford FC                | Hadden Park          | 29 août      |

### Quarts de finale
| Quart de finale 1       | UCD                                 | 2-3 | Waterford FC                                                           | UCD Bowl                    |                             |
| 17 septembre 2021 19:45 | Colm Whelan 12e · Liam Kerrigan 49e |     | Junior Quitirna 36e · Phoenix Patterson 66e · Prince Mutswunguma 90+1e | Arbitrage : Robert Hennessy | Arbitrage : Robert Hennessy |

| Quart de finale 2       | St. Patrick's Athletic FC                    | 3-0   | Wexford FC | Richmond Park |  |
| 17 septembre 2021 19:45 | Darragh Burns 34e 63e · Rónán Coughlan 90+4e | (1-0) |            |               |  |

| Quart de finale 3       | Finn Harps                              | 3-3   | Dundalk FC                              | Finn Park                    |                              |
| 17 septembre 2021 20:00 | Tunde Owolabi 25e · Sean Boyd 84e 90+5e | (1-2) | Patrick Hoban 29e 65e · Sean Murray 39e | Arbitrage : Damien MacGraith | Arbitrage : Damien MacGraith |

| Quart de finale 3 - match à rejouer | Dundalk FC                                               | 3-1             | Finn Harps   | Oriel Park |  |
| 21 septembre 2021 19:45             | Sean Murray 39' · Patrick Hoban 97e · Michael Duffy 105e | (1-1, 1-1, 3-1) | Sean Boyd 6e |            |  |

| Quart de finale 4       | Bohemian FC                                                                  | 4-0   | Maynooth University Town | Dalymount Park            |                           |
| 17 septembre 2021 19:45 | Keith Buckley 17e · Conor Levingston 34e · Keith Ward 36e · Roland Idowu 61e | (3-0) |                          | Arbitrage : Adriano Reale | Arbitrage : Adriano Reale |

### Demi-finales
| Demi-finale 1         | Bohemian FC       | 1-0   | Waterford FC | Dalymount Park |  |
| 22 octobre 2021 19:45 | Georgie Kelly 88e | (0-0) |              |                |  |

| Demi-finale 2         | St. Patrick's Athletic FC                            | 3-1   | Dundalk FC        | Richmond Park                              |                                            |
| 22 octobre 2021 19:45 | Billy King 26e · Matty Smith 57e · Darragh Burns 86e | (1-1) | Patrick Hoban 41e | Spectateurs : 5 000 Arbitrage : Neil Doyle | Spectateurs : 5 000 Arbitrage : Neil Doyle |

### Finale
La finale de la Coupe d'Irlande 2021 oppose deux équipes de Premier Division et deux équipes de Dublin : le St. Patrick's Athletic Football Club est opposé au Bohemian Football Club. La rencontre se dispute le 28 novembre 2021 à l'Aviva Stadium, le plus grand stade de football du pays qui accueille traditionnellement les finales de coupe.
Cette rencontre a une saveur particulière puisqu'au delà du titre elle met en jeu une place en Ligue Europa Conférence 2022-2023. En cas de victoire des Bohemians, ils obtiendraient évidemment cette place, mais en cas de victoire de St Pat's, c'est le Derry City Football Club qui a terminé à la quatrième place du championnat qui se qualifierai en coupe d'Europe puisque St Pat's est déjà qualifié pour cette compétition grâce à sa deuxième place en championnat.
| Titulaires : |               |  |
|              |               |  |
| 1            | James Talbot  |  |
| 2            | Andy Lyons    |  |
| 5            | Rob Cornwall  |  |
| 6            | Ciaran Kelly  |  |
| 8            | Ali Coote     |  |
| 11           | Liam Burt     |  |
| 12           | Georgie Kelly |  |
| 16           | Keith Buckley |  |
| 19           | Tyreke Wilson |  |
| 26           | Ross Tierney  |  |
| 28           | Dawson Devoy  |  |
|              |               |  |

| Titulaires : |                 |  |
|              |                 |  |
| 1            | Vítězslav Jaroš |  |
| 3            | Ian Bermingham  |  |
| 4            | Sam Bone        |  |
| 5            | Lee Desmond     |  |
| 6            | Jamie Lennon    |  |
| 7            | Robbie Benson   |  |
| 8            | Chris Forrester |  |
| 12           | Matty Smith     |  |
| 16           | Alfie Lewis     |  |
| 17           | Darragh Burns   |  |
| 29           | Paddy Barrett   |  |
|              |                 |  |

| Titulaires : |               |  |
|              |               |  |
| 1            | James Talbot  |  |
| 2            | Andy Lyons    |  |
| 5            | Rob Cornwall  |  |
| 6            | Ciaran Kelly  |  |
| 8            | Ali Coote     |  |
| 11           | Liam Burt     |  |
| 12           | Georgie Kelly |  |
| 16           | Keith Buckley |  |
| 19           | Tyreke Wilson |  |
| 26           | Ross Tierney  |  |
| 28           | Dawson Devoy  |  |
|              |               |  |

| Titulaires : |                 |  |
|              |                 |  |
| 1            | Vítězslav Jaroš |  |
| 3            | Ian Bermingham  |  |
| 4            | Sam Bone        |  |
| 5            | Lee Desmond     |  |
| 6            | Jamie Lennon    |  |
| 7            | Robbie Benson   |  |
| 8            | Chris Forrester |  |
| 12           | Matty Smith     |  |
| 16           | Alfie Lewis     |  |
| 17           | Darragh Burns   |  |
| 29           | Paddy Barrett   |  |
|              |                 |  |